# Abelam

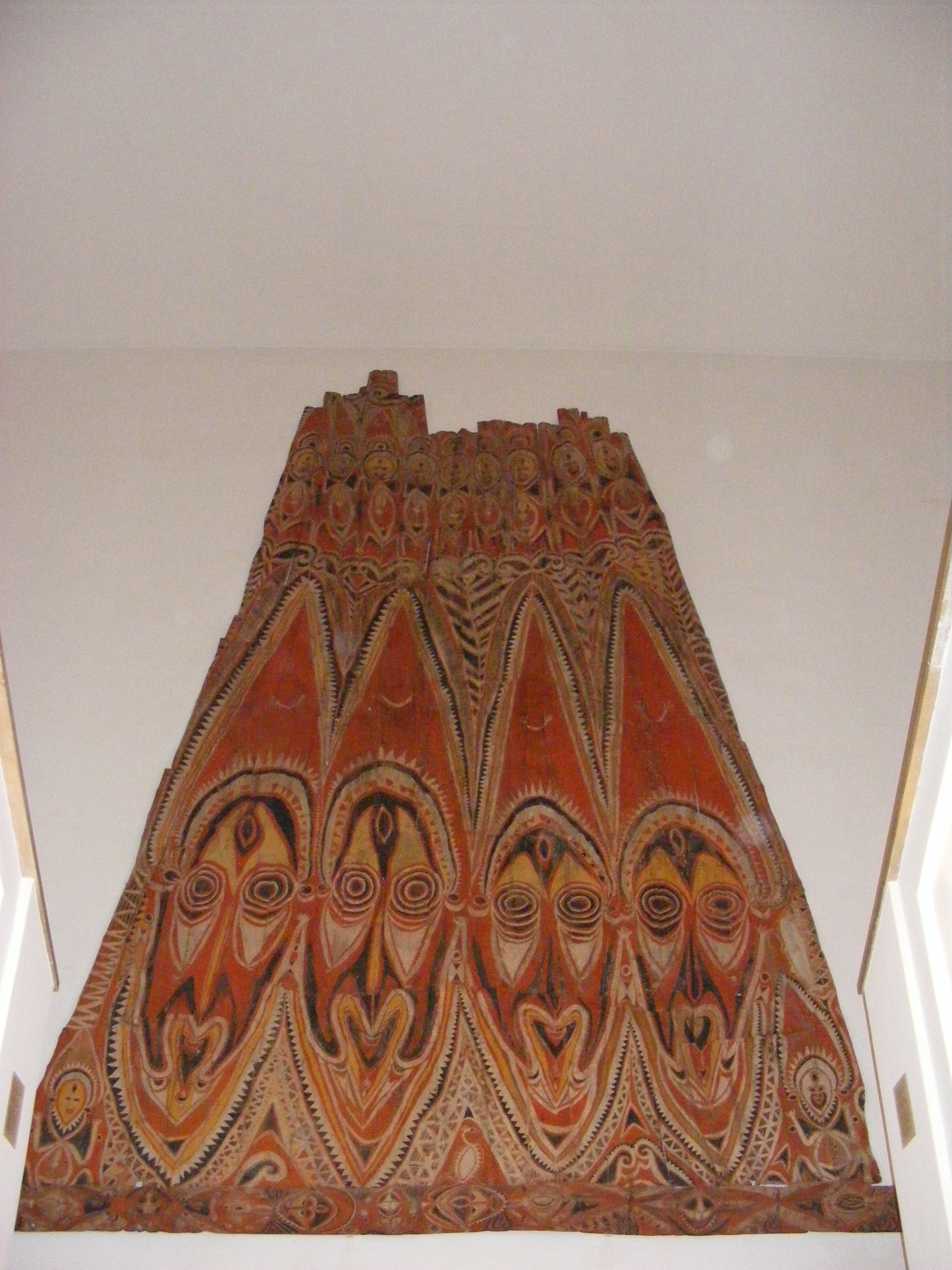
Giebelwand eines Zeremonial-Giebelhauses der Abelam in Kinbangwa

Die Abelam sind eine zirka 30.000 Personen umfassende Bevölkerungsgruppe auf Papua-Neuguinea. Ihr Siedlungsraum liegt im Hinterland der Nordküste, in der East Sepik Province, in einer der am dichtesten besiedelten Regionen Neuguineas. Unmittelbare Nachbarn sind die verhältnismäßig gut erforschten Arapesh. Seit den 1930er-Jahren gilt die Region als „befriedet“, seit 1938 existieren zwei katholische Missionsstationen.
Die Dörfer der Abelam sind in Weiler aufgeteilt, deren Aufteilung die soziale Situation widerspiegelt. Die Weiler, welche wiederum aus zwei Dorfeinheiten, den Zeremonialgruppen, bestehen, sind wesentlich für Tauschbeziehungen oder auch Heiratsregeln und stehen zueinander im ständigen Wettbewerbsverhältnis. Alle Mitglieder eines Weilers gelten als miteinander verwandt und werden einem Klan zugerechnet. Den Mittelpunkt jedes Weilers bildet das Kulthaus, das auch als politisches und religiöses Zentrum aufgefasst wird. Die Abelam leben vom Gartenbau, wobei das wichtigste Nahrungsmittel und Bestandteil von Zeremonien die Knollenpflanze Yams ist. Neben Yams werden Taro, Bananen und Zuckerrohr angebaut. Außerdem werden an Tieren Hunde, Hühner und Schweine domestiziert.
Yams wird einerseits von den Frauen als Nahrungsmittel für die Familie angebaut, andererseits von den Männern als Zeremonialyams, außerhalb jeder ernährungstechnischen Rolle, aber mit hohem Prestigewert. Die Bedeutung des Yams geht auf die mythische Urahnin der Abelam zurück, die ursprünglich eine Kasuar-Frau war, sich in eine Menschenfrau verwandelte, heiratete und zwei Söhne gebar. Auf ihr Geheiß, einen Kasuar zu töten widersetzte sich der erste Sohn, der zweite folgte dem Befehl. Vorab hatte sie sich in einen Kasuar zurückverwandelt und wurde selbst getötet. Sie erschien ihren Kindern im Traum und bat darum ungestört und eingezäunt bis auf die Knochen verwesen zu dürfen. Aus den Knochen entstand der erste Yams, die fortan wichtigste Nutzpflanze.
Die Abelam führen ihre kunstvollen Malereien nicht, wie andere Kulturen auf Neuguinea, als Körpermalerei aus, sondern verzieren ihre Kulthäuser (tambaran-Häuser) mit Malereien. Die Netztaschen der Abelam (Bilum) sind ein Spiegel der sozialen Rollenverteilung. Bei den Männern dienen sie als „Werkzeugtasche“ und als Schmuck, bei den Frauen als Transport- und Tragemittel sowie als Kinderwiege. Sie werden aus Pflanzenfasern nur von Frauen geflochten und haben verschiedene Bedeutung je nach Ausschmückung. Die Taschen sind ein Teil der weiblichen Kleidung und sind eng mit der Beurteilung von Arbeitskraft und Fähigkeiten der Frauen verbunden. Als Symbol für Weiblichkeit und Fruchtbarkeit spielen sie bei der Initiation eine Rolle.

## Das Kulthaus der Abelam
Die bis zu 25 Meter hohen Kult- und Geisterhäuser bilden das Zentrum der Pflanzersiedlungen der Abelam. Es ist dreieckig aus Bambusrohren und Lilianen stabil aufgebaut und in zirka drei Monaten errichtet. Das Kulthaus ist Hauptort der Verbindung mit den Ahnen, reichlich geschmückt und den Männern vorbehalten. Es ist Mittelpunkt sozialer und religiöser Ereignisse wie Totenwachen, Hochzeiten, Streitschlichtungen, Versammlungen und Initiationen.